# Nittai-ji

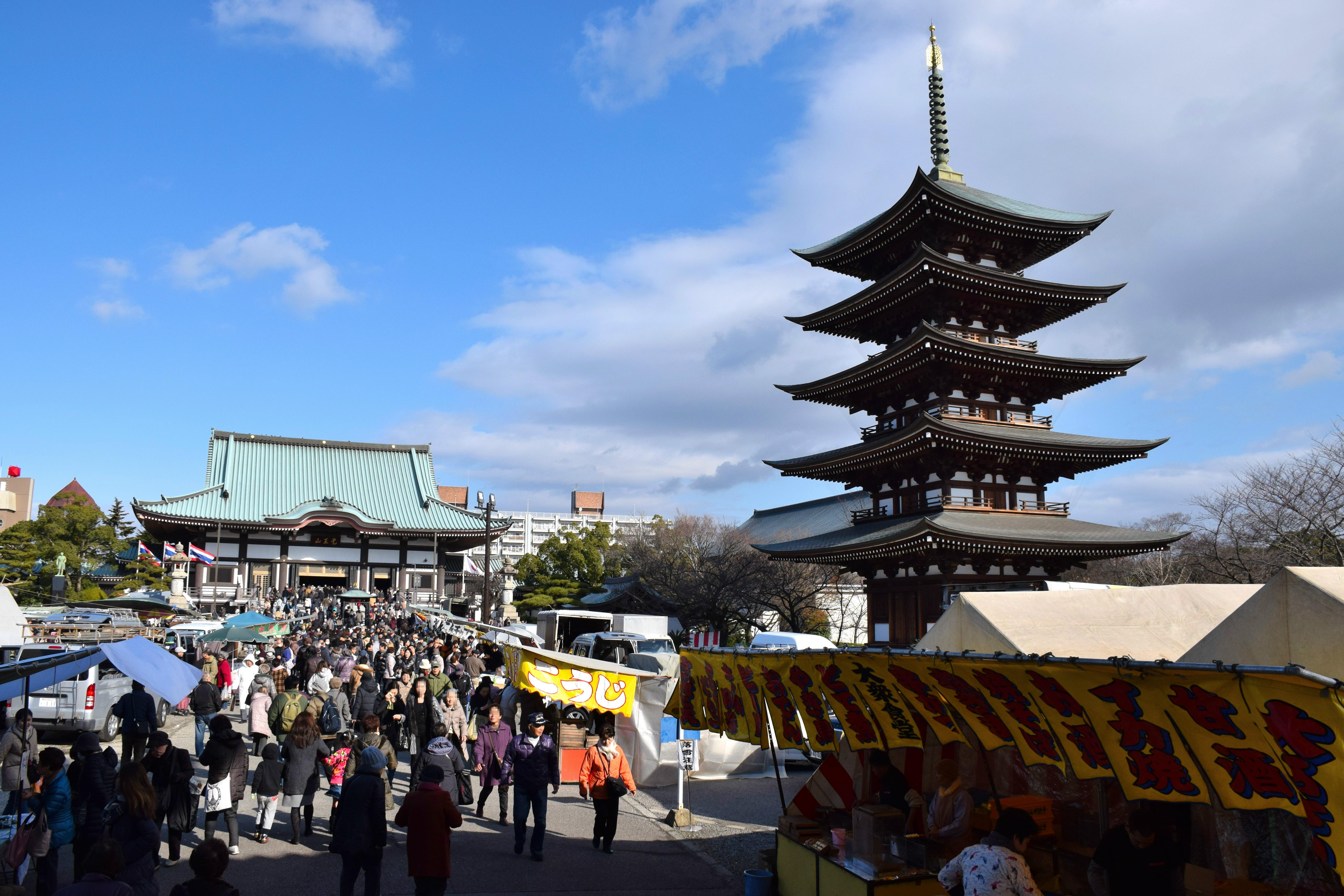
Marché aux puces

Le Nittai-ji (覚王山日泰寺 Kakuōzan Nittai-ji) est un temple bouddhiste situé dans l'arrondissement de Chikusa à Nagoya, au centre du Japon. Il est aussi connu sous le nom Kakuōzan Nittai-ji d'après le nom de la zone où il se trouve.

## Histoire
Le temple est construit en 1904 en tant que dépositaire des cendres du Bouddha Gauthama, cadeau du roi Chulalongkorn de Thaïlande. Aussi est-il appelé le « temple nippo-Thaï », qui signifie  « Nittai-ji » en japonais. Le nom du temple signifie aussi « roi de bon augure » en l'honneur du Bouddha, et « Le Japon et la Thaïlande » au nom des relations amicales entre les deux pays. Ce temple bouddhiste non sectaire a de nombreuses influences internationales, qui se reflètent dans son architecture.
Le roi Bhumibol Adulyadej donne une image bouddhiste supplémentaire et une tablette au temple.
Tous les 21 de chaque mois, le temple accueille un grand marché aux puces.

## Source de la traduction
- (en) Cet article est partiellement ou en totalité issu de l’article de Wikipédia en anglais intitulé « Nittai-ji » (voir la liste des auteurs).